# Androctasias
As androctasias ou androktasíai (em grego Ἀνδροκτασίαι), na mitologia grega, eram daemones ou espíritos que personificavam as matanças e os homicídios ocorridos nas guerras.
Eram filhas de Éris (a discórdia), que as gerou por ela mesma junto com uma multidão de espíritos malignos. Com estes, e com as queres (as que se parecem muito), podiam acudir aos campos de batalha.